# Eutálio de Alexandria
Eutálio foi um diácono em Alexandria e, futuramente, um bispo de Sulca. Ele viveu em meados do século V e é conhecido principalmente por sua obra sobre o Novo Testamento, em particular como sendo o autor das "Seções Eutalianas".

## Biografia
Das atividades de Eutálio como bispo, quase nada se sabe. Mesmo a localização de sua sé episcopal, Sulca, é duvidosa. Ela dificilmente poderia ser identificada com a sé de mesmo nome na Sardenha, sendo mais provável que esteja localizada em outro lugar, provavelmente no Egito. Atualmente, acredita-se que seja a cidade de Psilca, na Tebaida, perto de Siene.

## Novo Testamento
É bem conhecido que a divisão de capítulos e versos a que estamos familiarizados não existia nas versões originais e nas primeiras cópias do Novo Testamento. Aliás, não havia sequer um espaço perceptível entre as palavras. Para mitigar esse problema, Amônio de Alexandria, no século III, teve a ideia de dividir os quatro Evangelhos em seções, variando em tamanho de acordo com o teor da narrativa contida neles. Eutálio, seguindo a mesma ideia, estendeu um sistema similar de divisão para os demais livros do Novo Testamento, com exceção do Apocalipse.
As vantagens deste esquema eram tão óbvias que ele foi logo adotado por toda a igreja grega. Como divisões do texto, estas seções não tinham nenhum valor intrínseco. Mas, na medida em que num dado espaço de tempo, elas foram adotadas em quase todas as igrejas e anotadas por copistas, elas são valiosas como indicações cronológicas, indicando - por sua presença ou ausência - a antiguidade de um manuscrito.
Outros trabalhos de Eutálio, em conexão com o texto do Novo Testamento, referem-se a seções maiores ou lições, que deveriam ser lidas nos serviços litúrgicos, e também a divisões menores do texto, chamadas de versículos. O costume de ler partes do Novo Testamento nos serviços litúrgicos públicos, já existente na Igreja primitiva, não observava nenhum tipo de padronização ou uniformidade, obrigando cada igreja a ter sua própria coleção de seleções evangélicas. Eutálio elaborou um esquema de divisões que logo foi universalmente adotado. Nenhum dos Evangelhos e tampouco o Apocalipse entraram nesta série, mas as outras partes do Novo Testamento foram divididas em 57 seções de tamanho variado, 53 das quais foram atribuídas à cada um dos domingos do ano, enquanto as outras quatro provavelmente eram referentes ao Natal, à Epifania, à Sexta-Feira Santa e à Páscoa.
A ideia de dividir as Escrituras em versículos não originou-se com Eutálio. Ela já tinha sido aplicada a partes do Antigo Testamento, especialmente às partes poéticas, e mesmo a algumas partes do Novo. Aqui, com respeito às divisões, Eutálio apenas levou a cabo a ideia e, sistematicamente, completou o esquema já vinha sendo, parcialmente e de forma imperfeita, realizado por outros, e sua obra marca um novo estágio do progresso que levaria, finalmente, à pontuação completa do texto. Os versículos era de tamanho desigual, seja contendo umas poucas palavras de uma sentença, ou tantas quantas pudessem ser confortavelmente ditas sem respirar. Assim, por exemplo, a Epístola aos Romanos, continha 920 destes versos. Gálatas, 293; Hebreus, 703; Filêmon, 37 e assim por diante.

## Outras obras
Além destas obras textuais, Eutálio ordenou um catálogo das citações do Antigo Testamento e de autores profanos encontrados no Novo Testamento. Ele também escreveu uma breve "Vida de São Paulo" e uma série de "Argumenta" (ou pequenos sumários), que eram colocados como introdução dos diferentes livros do Novo Testamento.

## Publicação
Após ter passado um longo tempo esquecidos, as obras de Eutálio foram publicados em Roma em 1698 por Lorenzo Alessandro Zaccagni, prefeito da Biblioteca do Vaticano. Eles foram reunidos no primeiro volume de sua Collectanea Monumentorum Veterum Ecclesiæ Græcæ ac Latinæ. Estes textos foram depois republicados em Gallandi (Biblioth. Pat., X, 197) e em Migne (Patrologia Graeca, LXXXV, 621).